# Laetiția Lucasievici
Laetiția Constanța Lucasievici (n. 1900 - d. 1998) a fost o pictoriță română. A fost cea de a doua soție a lui Jean Alexandru Steriadi, din anul 1948, an în care prima soție a acestuia a decedat.
Cunoscută și ca Laetiția Constanța Lucasievici-Steriadi, artista a participat la expozițiile Tinerimii artistice.